# Quinte West
Quinte West (offiziell City of Quinte West) ist eine Gemeinde im Südwesten der kanadischen Provinz Ontario. Sie liegt im Hastings County, wird jedoch nicht vom County verwaltet. Quinte West ist eine „separated municipalitiy/separated town“ und hat den Status einer Single Tier (einstufigen Gemeinde).
Die Gemeinde wird erst zum 1. Januar 1998, durch die Zusammenlegung der bis dahin eigenständigen Gemeinden Trenton, Frankford, Murray und Sidney geschaffen. Trenton ist dabei heute der Siedlungsschwerpunkt, auch bedingt durch den hier gelegenen Stützpunkt CFB Trenton der Royal Canadian Air Force. Neben den genannten, heute als Wards bezeichneten Ortsteilen gehören weitere Ansiedlungen zur Gemeinde. Während die beiden Teile Trenton und Frankford von städtischer Struktur sind, sind Murray und Sidney von ländlich geprägter Struktur.

## Lage
Die Gemeinde liegt am nördlichen Ufer der Bay of Quinte, einer Bucht des Ontariosee, unmittelbar westlich von Belleville bzw. etwa 150 Kilometer Luftlinie östlich von Toronto im Québec-Windsor-Korridor.
In Trenton mündet der Trent River in den Ontariosee. Die Einmündung des Flusses ist auch der südliche Endpunkt des Trent-Severn-Wasserweg. Der nördliche Endpunkt ist die Mündung des Severn River in die Georgian Bay des Huronsee.

## Geschichte
Ursprünglich Siedlungsgebiet verschiedener Völker der First Nations, hauptsächlich der Mississauga, reicht der europäisch geprägte Teil der Geschichte der heutigen Gemeinde zurück bis in die Zeit der Ankunft von Loyalisten um das Jahr 1784. Die Geschichte der heutige Gemeinde geht dabei nachweislich zurück bis ins Jahr 1790 als Siedler im heutigen Murray eine Versammlung abhielten, um einer Vertreter zu bestimmen.

## Demografie
Der Zensus im Jahr 2016 ergab für die Siedlung eine Bevölkerungszahl von 43.577 Einwohnern, nachdem der Zensus im Jahr 2011 für die Siedlung eine Bevölkerungszahl von nur 43.086 Einwohnern ergeben hatte. Die Bevölkerung hat damit im Vergleich zum letzten Zensus im Jahr 2011 deutlich schwächer als der Trend in der Provinz um 1,1 % zugenommen, während der Provinzdurchschnitt bei einer Bevölkerungszunahme von 4,6 % lag. Auch im Zensuszeitraum von 2006 bis 2011 hatte die Einwohnerzahl in der Siedlung deutlich schwächer als der Trend nur leicht um 0,9 % zugenommen, während sie im Provinzdurchschnitt um 5,7 % zunahm.

## Verkehr
Quinte West liegt sowohl am Kings Highway 2 wie auch am Ontario Highway 401. Der Abschnitt des Ontario Highway 401 nach Toronto wird auch als „Highway of Heroes“ da seit 2002 alle im Ausland gefallenen kanadischen Soldaten vom Einsatzland zur CFB Trenton überführt werden und dann von Trenton aus auf der Straße nach Toronto. Weiterhin verlaufen Eisenbahnstrecken sowohl der Canadian National Railway wie auch der Canadian Pacific Railway durch die Gemeinde. Personenverkehr wird durch die Korridorzüge der VIA Rail verkehren und hier planmäßig halten. Die Gemeinde verfügt nicht über einen örtlichen Flughafen.
Im Süden verbindet der Murray Canal, ein kurzer Kanal, die Bay of Quinte mit der Presqu'ile Bay und erspart Schiffen die Halbinsel zu umfahren auf der Prince Edward County liegt.

## Söhne und Töchter der Stadt
- John Joseph Fitzpatrick (1918–2006), Geistlicher und römisch-katholischer Bischof
- George Ferguson (1952–2019), Eishockeyspieler
- Mel Bridgman (* 1955), Eishockeyspieler
- Steve Smith (* 1963), Eishockeyspieler